# Algyő
Algyő (hongrois : Algyő [ˈɒlɟøː]) est une localité hongroise située dans le comitat de Csongrád.

## Nom et attributs

### Toponymie
Le nom d'Algyő apparaît pour la première fois dans un document de 1138 sous la forme Villa Geu. Il dérive d'un ancien nom hongrois, « Győ », qui partage une racine commune avec Gyeücsa (Géza). Au XVIe siècle, le préfixe « Al- », signifiant « inférieur » ou « bas », fut ajouté pour distinguer la localité de Felgyő, située en amont sur la Tisza.

## Site et localisation

### Topographie et hydrographie

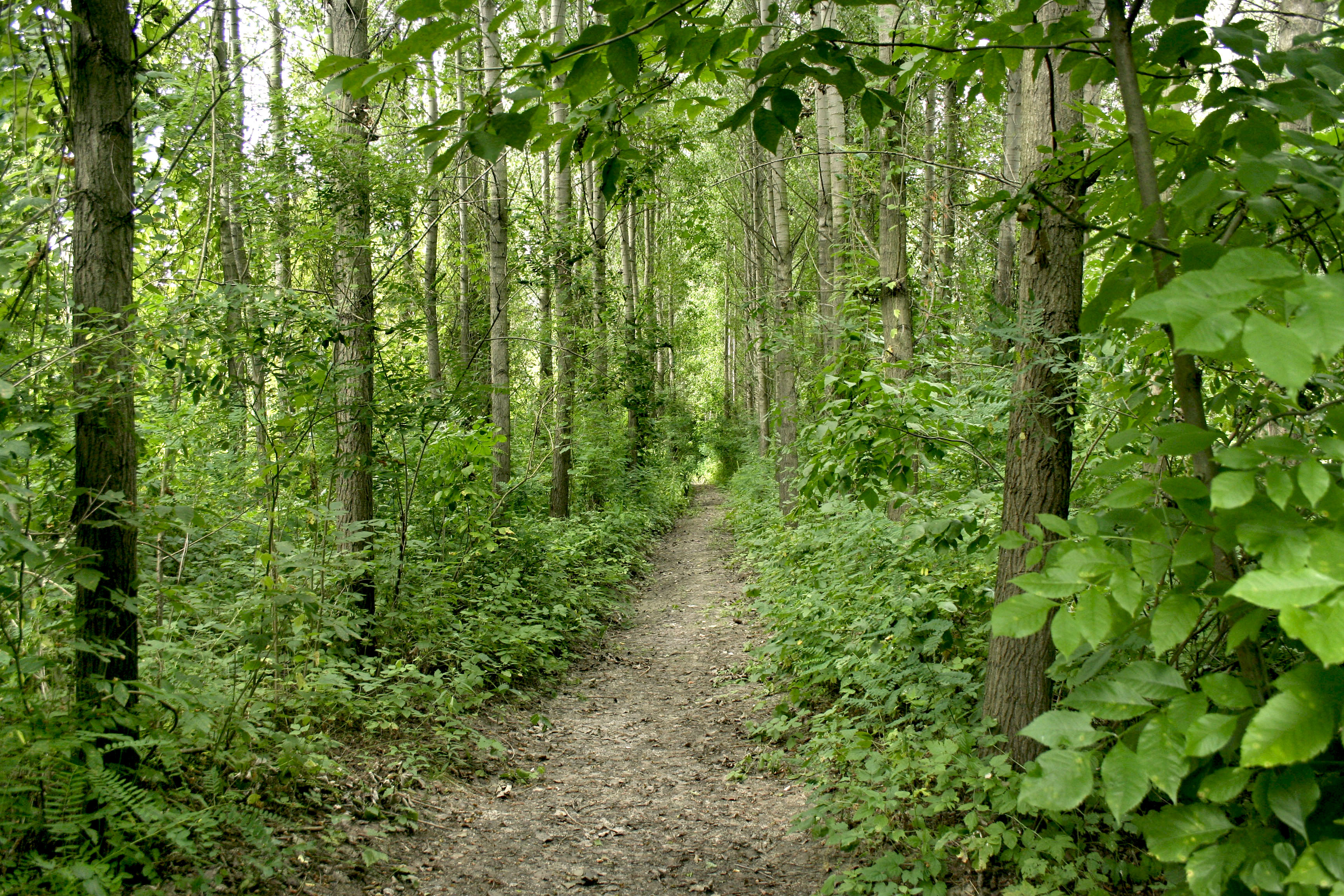
Forêt alluviale plantée par l'homme, proche de la rivière Tisza.

Algyő est située sur la rive droite de la Tisza, à 10 km de Szeged et 15 km de Hódmezővásárhely. La localité constitue un point de passage stratégique sur la Tisza, facilitant la circulation entre les deux rives. Depuis 1870, un pont ferroviaire permet de franchir le fleuve, tandis qu'un pont routier, inauguré en 1974, renforce les liaisons locales.
Algyő met en valeur son environnement naturel avec le sentier pédagogique de la plaine inondable, ainsi qu'un site forestier avec un belvédère, offrant des possibilités de randonnées et d'exploration.

## Histoire

### Origines et premiers peuplements
Le territoire d'Algyő était déjà habité lors de la conquête magyare. Sa population était alors constituée d'un mélange bulgaro-slave, notamment des pêcheurs vivant en permanence sur les rives de la Tisza et de ses affluents.
Les premiers propriétaires fonciers furent les membres du clan du prince régnant, tandis que la communauté locale partageait l'exploitation des richesses naturelles avec les Magyars nouvellement installés. Selon l'organisation du XIe siècle, le village de pêcheurs était probablement subordonné au château royal de Csongrád, et ses habitants devaient verser un tribut sur leurs récoltes. À cette époque, la population était déjà largement magyarophone.
En 1138, le village se détacha du domaine royal lorsque le roi Béla II de Hongrie fit don de ses terres au chapitre de Dömsöd, dédié à sainte Marguerite. Le document de donation mentionne alors le village sous le nom de Villa Geu. Ce toponyme provient d'un ancien nom hongrois, « Győ », apparenté à la racine du prénom Gyeücsa (Géza). L'élément « Al », signifiant « bas » ou « inférieur », apparaît au XVIe siècle afin de distinguer la localité de Felgyő, située en amont sur la Tisza.

### Moyen Âge et domination ottomane
Durant les XIIIe siècle et XIVe siècle, Algyő changea de propriétaires à plusieurs reprises. Après avoir appartenu au chapitre de Dömsöd, il passa entre les mains de nobles du royaume, dont Péter Győi en 1348. La famille Győi, ou Győaljai, en conserva la propriété jusqu'au XVe siècle. En 1411, le village était partagé entre Sebestyén Gewi et Gerard, officiers royaux, et en 1439, le roi Albert Ier de Hongrie confirma leur descendance dans la possession d'Algyő.
En 1514, au cours de la révolte des paysans menée par György Dózsa, des troupes croisées traversèrent le village et pillèrent les habitations. Peu après, en 1516, Mihály Imreffy échangea ses terres d'Algyő avec Márton Porkoláb, un noble de Baranya, avec l'approbation royale. La famille Porkoláb adopta plus tard le nom de Mágocsy, du nom de leur domaine principal.
L'avancée ottomane commença à toucher le village en 1526, mais Algyő, bénéficiant d'une situation relativement protégée, réussit à éviter des destructions majeures. Toutefois, en 1542, il passa sous domination ottomane.

### Époque ottomane et réformes religieuses
À l'époque de la domination ottomane, la population d'Algyő restait entièrement magyare. Sous l'influence de ses seigneurs hongrois, elle adopta la Réforme protestante. Cependant, les franciscains de Szeged parcouraient régulièrement la région pour convertir clandestinement les habitants au catholicisme, souvent sans l'accord des propriétaires terriens.
Entre 1552 et 1559, Gáspár Mágocsy, gouverneur du château de Gyula, imposa de lourds tributs de guerre aux villages de la région, y compris Algyő, afin de financer la solde de la garnison. La population, réduite à 145-150 habitants, survivait principalement grâce à l'agriculture et à la pêche. Le registre fiscal ottoman de 1575 mentionne 29 foyers imposables dans la localité.
La guerre de 1566, marquée par le siège du château de Gyula, bouleversa profondément la région. Après la mort de Gáspár Mágocsy, sa famille perdit tout intérêt pour le village, qui tomba dans l'oubli.
En 1612, sous la protection de Gábor Báthory, le noble Móricz Péter transmit ses droits sur Algyő à son fils Márton. Cependant, en 1621, à la suite des confiscations ordonnées par Gabriel Bethlen, Győ fut inclus dans les domaines acquis par Zsigmond Kornis de Ruszka.

### Libération et renouveau
Lors des guerres contre les Ottomans au XVIIe siècle, les hommes valides d'Algyő furent envoyés à Szeged pour participer aux travaux de fortification. Le passage des armées impériales et hongroises causa des destructions considérables. Confrontés à la famine et aux pillages, de nombreux habitants abandonnèrent leur foyer et se réfugièrent dans les marécages environnants.
Le recensement national de 1715 classe Algyő parmi les villages domaniaux. L'instabilité politique et les crues fréquentes de la Tisza ralentirent son repeuplement. À cette date, 42 paysans, 5 journaliers et 6 autres ménages étaient recensés, soit une population totale estimée entre 198 et 205 habitants. Cinq ans plus tard, la population avait encore diminué en raison de migrations saisonnières.
En 1733, Algyő, désormais repeuplé par des Hongrois réformés, fut intégré aux domaines du comte György Erdődy. Officiellement, seuls Mindszent et Algyő étaient considérés comme des localités habitées, les autres terres étant classées comme pâturages et terres agricoles.
Un document de 1718 mentionne l'existence d'une église en pierre, autrefois réformée, qui devint catholique vers 1750. À cette époque, le village connut un afflux de familles catholiques, et la paroisse fut confiée aux franciscains de Szeged.
Face à des difficultés financières, György Erdődy mit en gage plusieurs terres dépendant d'Algyő. En 1765, l'ensemble du domaine fut engagé auprès du comte Lajos Batthyány-Strattmann, avant d'être rapidement restitué. Un rapport de 1764 indique que la population du village s'élevait alors à 748 habitants, dont 706 catholiques et quelques juifs.
Grâce à l'intervention du comte Erdődy, Marie-Thérèse d'Autriche accorda en 1767 un privilège de péage fluvial à Algyő, renforçant ainsi son rôle économique sur la Tisza.

### Période moderne et développement
Le recensement de 1784 mentionne Algyő sous le nom de « All-Gyeő », avec 470 familles réparties dans 443 maisons.
Au début du XIXe siècle, la comtesse Leopoldine Zichy, veuve du marquis Károly Pallavicini, racheta le domaine en 1803, intégrant ainsi Algyő aux possessions de la famille Pallavicini. En 1851, la population s'élevait à 1 703 habitants.
En 1879, la grande crue de Szeged dévasta Algyő, détruisant presque entièrement le village.
En 1930, Algyő comptait 3 525 habitants.
L'exploitation du pétrole, découvert dans la partie sud de la commune en 1965, atteignit son apogée dans les années 1980.
En 1973, Algyő fut administrativement rattaché à Szeged, avant de retrouver son indépendance en 1997.
Aujourd'hui, la commune héberge sur son territoire le centre pénitentiaire national de Nagyfa, situé sur la rive gauche de la Tisza, en dehors du centre urbain.

## Population

### Minorités culturelles et religieuses
Lors du recensement de 2001, 98 % des habitants d'Algyő se déclaraient Hongrois, tandis que 2 % s'identifiaient comme Roms.
En 2011, la part de Hongrois déclarés s'élevait à 86,8 %, avec également 1,9 % de Roms, 0,4 % d'Allemands, 0,3 % de Roumains et 0,4 % de Serbes. 12,9 % des habitants n'ont pas souhaité répondre. Concernant la religion, 43,8 % étaient catholiques romains, 4,5 % réformés, 0,6 % luthériens et 0,5 % catholiques grecs. 23,2 % se déclaraient sans confession, tandis que 25,1 % n'ont pas répondu.
En 2022, la population d'Algyő était composée à 88,9 % de Hongrois, avec des minorités de 1,3 % de Roms, 1,2 % de Serbes, 0,8 % de Roumains, 0,4 % d'Ukrainiens, 0,4 % d'Allemands, 0,2 % de Bulgares et 0,2 % de Slovaques. De plus, 3,7 % des habitants s'identifiaient à une autre nationalité non hongroise, tandis que 8,3 % n'ont pas répondu.
Concernant l'appartenance religieuse, 27,5 % des habitants étaient catholiques romains, 3,3 % réformés, 0,6 % catholiques grecs, 0,5 % luthériens et 0,1 % orthodoxes. 23,4 % se déclaraient sans confession, tandis que 41,5 % n'ont pas souhaité répondre.

## Équipements

### Éducation
L'école Fehér Ignác, mise en service en 2011, dispose d'un complexe sportif de 1 310 m², qui accueille régulièrement des événements sportifs internationaux.

### Vie culturelle
Le village dispose également d'infrastructures culturelles et touristiques notables, notamment la Maison de la culture et la bibliothèque, qui accueille le théâtre populaire Ferenc Móra. Le musée ethnographique (Tájház), ouvert en 2001, témoigne du mode de vie traditionnel de la région. L'atelier d'art (Alkotóház) constitue un espace dédié aux artistes et aux expositions.

### Réseaux intra-urbains

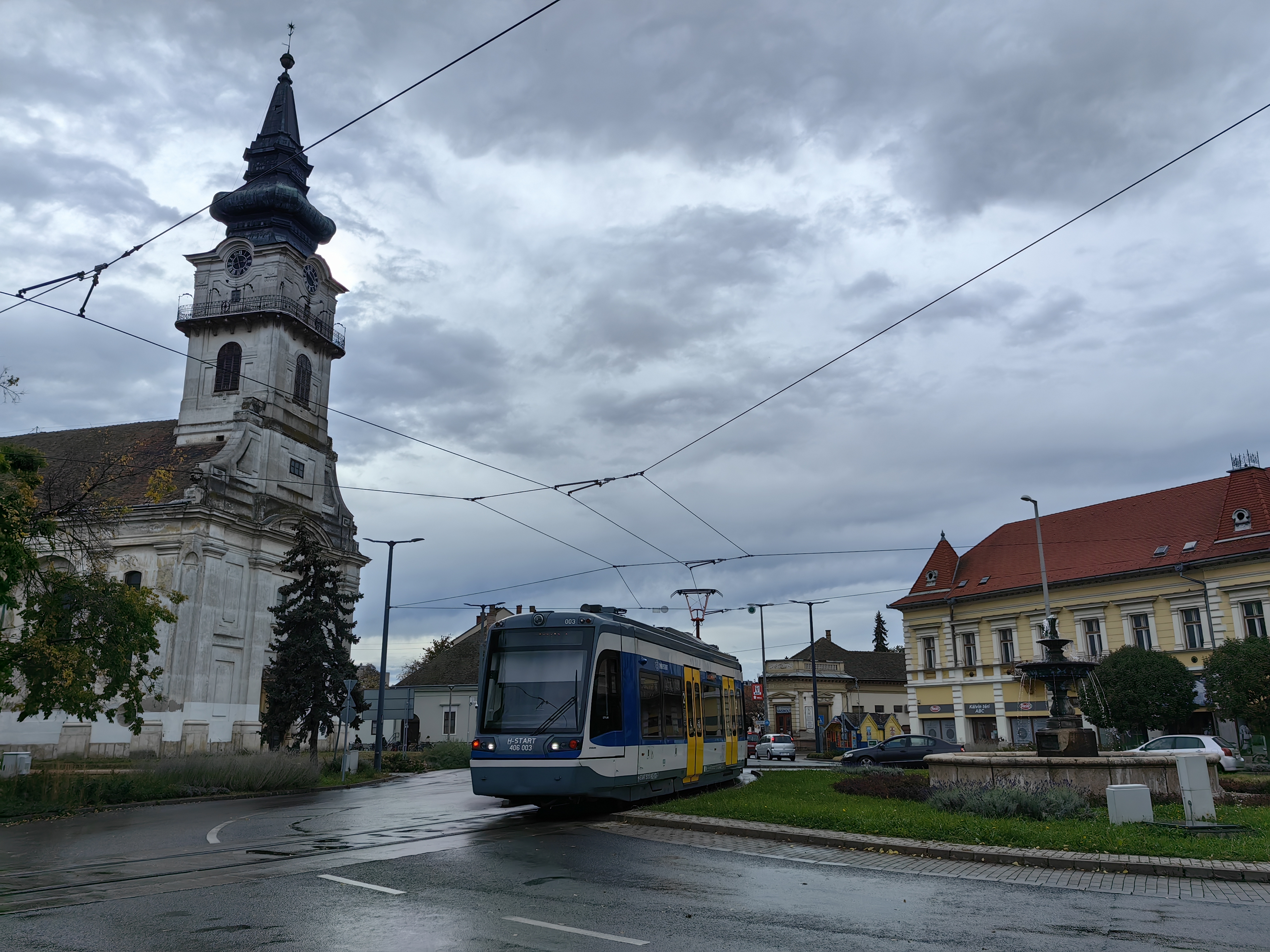
Le tram-train qui relie Szeged à Hódmezővásárhely dessert aussi la gare d'Algyő.

Algyő est desservie par le tram-train de Szeged à Hódmezővásárhely, du réseau de Tramway de Szeged.

### Réseaux extra-urbains
La route nationale 47 traverse Algyő du nord au sud, constituant son principal axe de circulation et son unique accès routier vers Szeged, Hódmezővásárhely et les villes situées plus au nord sur la Grande Plaine.
Le territoire administratif de la commune est également traversé, à sa frontière sud, par l'autoroute M43, bien qu'elle ne desserve pas directement le centre urbain. À l'est, sur la rive gauche de la Tisza, les routes 4413 et 4454 desservent les quartiers excentrés de Nagyfa et Rákóczitelep, ce dernier étant accessible par la route 44 123.
Algyő est également connectée au réseau cyclable, avec une piste reliant Szeged à Hódmezővásárhely, qui constitue une variante de l'EuroVelo 11, un itinéraire cyclotouristique international.
La commune est desservie par la ligne ferroviaire 135 du réseau MÁV, reliant Szeged à Békéscsaba. La gare d'Algyő, située à l'extrémité ouest de la localité, se trouve entre les arrêts de Szeged-Rókus et Hódmezővásárhelyi Népkert. Elle est accessible par une route secondaire (45 326), qui rejoint le rond-point de la route nationale 47.

## Économie
Sur le plan industriel, Algyő se distingue par l'un des gisements de pétrole et de gaz naturel les plus importants de Hongrie, exploité depuis 1965. L'industrie est également représentée par le parc industriel JURA, créé en 2004.
En matière de bien-être et de loisirs, la commune compte le Borbála Fürdő, un complexe thermal de trois étoiles ouvert en 2007, comprenant une piscine et un espace de détente aquatique. L'hôtel Levendula, classé trois étoiles supérieur, a été inauguré en 2015 pour accueillir les visiteurs de la région.

## Patrimoine urbain
Algyő possède un riche patrimoine historique et naturel. La commune abrite un cimetière datant du Xe siècle, attribué à l'époque de la conquête magyare.
L'un de ses monuments les plus emblématiques est l'église catholique romaine, construite au XIVe siècle dans un style gothique, puis remaniée au XVIIIe siècle en style baroque.